# Leonarde Keeler

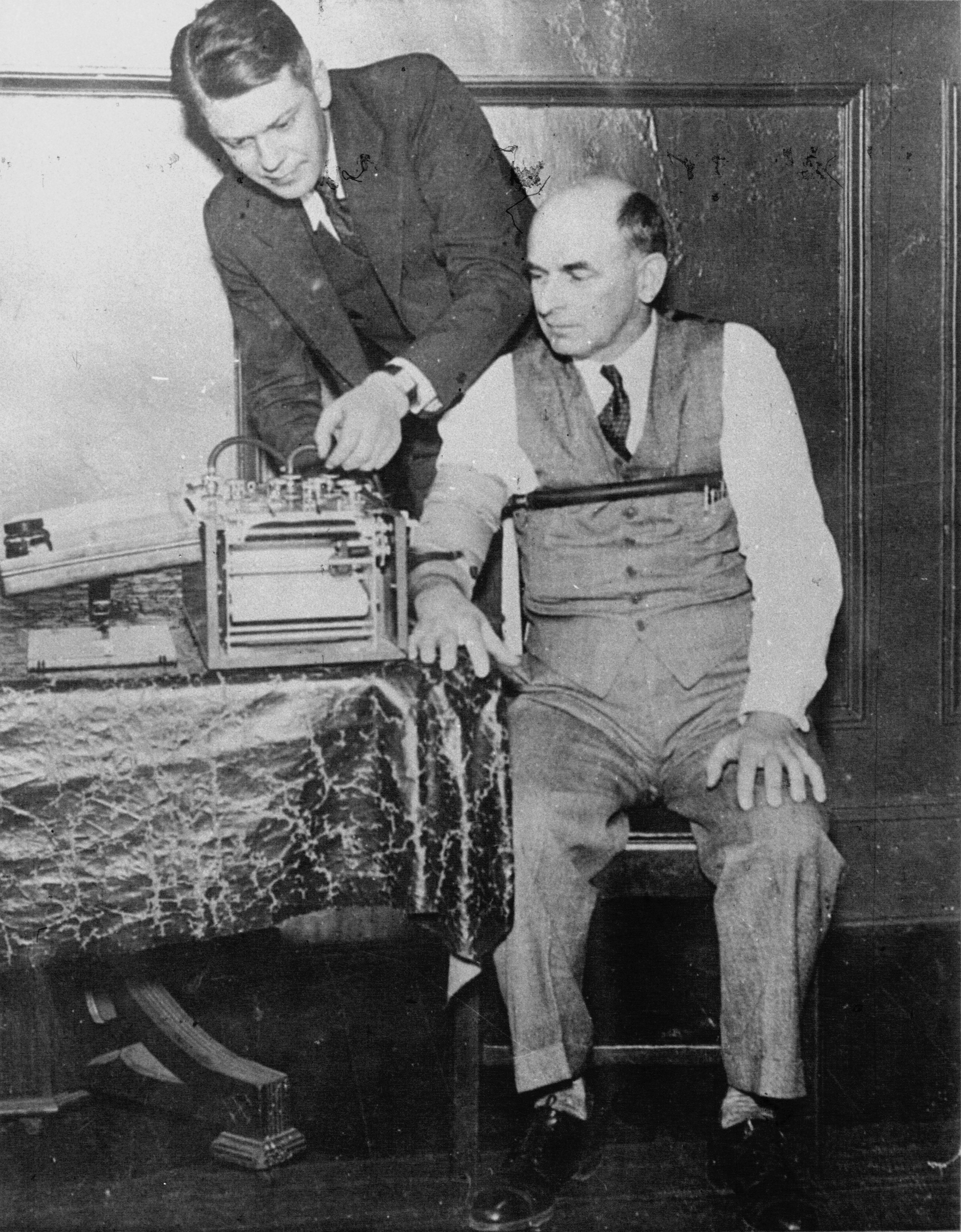
Leonarde Keeler (links) in 1937

Leonarde Keeler (Berkeley, 30 oktober 1903 – Sturgeon Bay, 20 september 1949) was een Amerikaans politieagent en mede-uitvinder van de leugendetector.
Keeler is ook de man die de leugendetector als eerste toepaste in een politieonderzoek. Om precies te zijn toetste hij op 2 februari 1935 de verklaringen van twee mannen in Portage in de Amerikaanse staat Wisconsin. Zij werden, mede door de uitkomst van dit onderzoek, veroordeeld voor mishandeling.